# Ле-Бю-сюр-Рувр
Ле-Бю-сюр-Рувр (фр. Le Bû-sur-Rouvres) — коммуна во Франции, находится в регионе Нижняя Нормандия. Департамент коммуны — Кальвадос. Входит в состав кантона Бретвиль-сюр-Лез. Округ коммуны — Кан.
Код INSEE коммуны — 14116.

## Население
Население коммуны на 2010 год составляло 120 человек.
| 1962 | 1968 | 1975 | 1982 | 1990 | 1999 | 2010 |
| ---- | ---- | ---- | ---- | ---- | ---- | ---- |
| 93   | 100  | 90   | 87   | 85   | 81   | 120  |

## Экономика
В 2010 году среди 83 человек трудоспособного возраста (15—64 лет) 62 были экономически активными, 21 — неактивными (показатель активности — 74,7 %, в 1999 году было 60,0 %). Из 62 активных жителей работали 56 человек (29 мужчин и 27 женщин), безработных было 6 (3 мужчин и 3 женщины). Среди 21 неактивных 7 человек были учениками или студентами, 9 — пенсионерами, 5 были неактивными по другим причинам.